# Mengomeyén
Mengomeyén est une ville de Guinée équatoriale, située dans la province de Wele-Nzas, à une trentaine de kilomètres à l'ouest de Mongomo.